# 凫城镇
凫城镇，是中华人民共和国山東省枣庄市山亭区下辖的一个乡镇级行政单位。区域面积107.9平方千米。

## 行政区划
凫城镇下辖以下地区：
西凫山村、东凫山村、官庄村、文王峪村、张庄村、田庄村、崔庄村、白庄村、付庄村、横岭村、马头村、焦山村、滴水村、千佛崖村和榆树村。

## 人口
2010年中国第六次人口普查时，凫城镇共有人口27978人。共有家庭8007户，平均每户3.28人。14岁以下的少年儿童共5066人，占总人口18.10%；15-64岁人口共19480人，占总人口69.62%；65岁及以上的老年人共3432人，占总人口的12.26%。男性共计14343人，占总人口51.26%；女性共计13635，占总人口48.73%。本地居住的人口中，拥有本地户籍的人口为26647人，占95.24%。